# Sayalonga (kommunhuvudort)
Sayalonga är en kommunhuvudort i Spanien.   Den ligger i provinsen Provincia de Málaga och regionen Andalusien, i den södra delen av landet, 400 km söder om huvudstaden Madrid. Sayalonga ligger 347 meter över havet och antalet invånare är 1 366.
Terrängen runt Sayalonga är lite bergig.  Närmaste större samhälle är Vélez-Málaga, 8,2 km väster om Sayalonga. 